# Bahntrampen
Bahntrampen bedeutet allgemein, dass Personen kostenlos und legal im öffentlichen Nahverkehr auf dem Ticket eines anderen (fremden) Menschen mitfahren.

## Geschichte
Bereits im 19. Jh. fand in den USA die Tramp genannte bahnreisende schwarzfahrende Sozialfigur ihren künstlerischen Niederschlag.

## Juristischer Hintergrund
Innerhalb der vielfältigen Tarifbestimmungen der regionalen Verkehrsverbünde existieren oftmals sogenannte Mitnahmeregelungen, die die Inhaber bestimmter Tickets zu festgelegten Zeiten zur kostenlosen Mitnahme weiterer Personen berechtigen. Im Regelfall umfassen Tarifbestimmungen für Zeitkarten wie beispielsweise das „AbonnementTicket“, das „Jobticket“ oder das „SemesterTicket“ – die Reinversion des zum 1. Mai 2023 eingeführten Deutschland-Ticket („49 Euro-Ticket“) jedoch nicht! – eine Mitnahmeregelung für die Abendstunden, Wochenenden und Feiertage. Dabei beschränkt sich diese nicht auf den Ehepartner, Freund(in) oder die eigenen Kinder (egal ob biologisch oder rechtlich). Durch eine mündliche Vereinbarung bilden Ticket-Inhaber und Mitfahrer eine Gesellschaft bürgerlichen Rechts (GbR) im Sinne des § 705 BGB (siehe auch Mitfahrgelegenheit). Für eine juristisch einwandfreie Vorgehensweise, die den Mitfahrer von einer Verpflichtung zum Ticketkauf befreit, darf die Bildung einer solchen Fahrgemeinschaft aber nicht erst unmittelbar vor oder während einer Fahrkartenkontrolle beginnen.

## Begriff
Der Begriff selbst ist eine Weiterentwicklung von „Trampen“, das durch den Zusatz „Bahn“ auf den öffentlichen Nahverkehr übertragen wird. Ein sehr früher Hinweis auf die Wortschöpfung „Bahntrampen“ findet sich in einem Beitrag der Münchener Zeitschrift „Vierte Hilfe“ vom Winter 1997. Hier wurde die Suche nach Mitfahrgelegenheiten im Rahmen des Wochenendtickets der Deutschen Bahn (DB) als Bestandteil eines kostenfreien Lebens dargestellt. Die Bahnfahrt auf dem Ticket einer anderen Person wurde sogar als eine ungewollte Wiedereinführung der dritten bzw. vierten Wagenklasse (früher „Holzklasse“ genannt) bezeichnet. Dieses bezog sich aber mehr auf den unsicheren Suchprozess nach einer mitnahmebereiten Person mit gleichem Fahrtziel und nicht auf die Bedingungen während der Fahrt.
Seit dem 1. April 2005 bzw. 14. Dezember 2014 gelten beim Schönes-Wochenende-Ticket jedoch tarifliche Änderungen, die das Mitnehmen unterbinden, so sind nach Teilnehmerzahl gestaffelte Fahrpreise eingeführt worden. Im Jahr 2019 wurde dieses Ticket eingestellt.

## Weiterentwicklung zur Kampagne „Bahntrampen“

Logo der Kampagne „Bahntrampen“

Mitte des Jahres 2008 wurde Bahntrampen zum Oberbegriff einer Initiative von Kölner Studenten. Das Logo und Erkennungszeichen war der orangefarbene Button mit dem „Tramperdaumen“. Grundidee der Bahntrampen-Kampagne war, dass sich die Inhaber eines entsprechenden Tickets mit einem Button als mitnahmebereite Fahrgäste kenntlich machen und von Mitfahrwilligen angesprochen werden. Durch die tausendfache Verteilung der Buttons an Studenten (Inhaber von Semestertickets) sollte erreicht werden, dass sich zu den Geltungszeiten der Mitnahmeregelung möglichst viele Fahrgemeinschaften in Bussen und Bahnen bilden. Zielgruppe dieser Gratisfahrten waren vornehmlich Geringverdiener, Hartz-IV-Empfänger, Flüchtlinge und „sans papiere“, denen dadurch Mobilität und die Teilhabe am sozialen Leben ermöglicht werden sollte. Für diesen Personenkreis sollte so eine praktische Lebenshilfe im Alltag geschaffen werden.
Trotz anfänglicher Erfolge und einer durchaus positiven Presse-Resonanz wird die Kampagne aber nicht mehr aktiv betrieben. Für eine tragfähige studentische Aktion fehlte nicht zuletzt die politische Unterstützung durch den örtlichen Allgemeinen Studierendenausschuss (AStA).

## „Rachefeldzug“, Rekordjagd, „Mitnahme-Aktion(s)-Kunst“
Eine andere Möglichkeit ist, einen offensichtlich zahlungswilligen Fahrgast am Ticketautomaten anzusprechen, nach dem Fahrtziel zu fragen und die Gratisfahrt anzubieten. Gegenüber der Bahntrampen-Kampagne wird hier der Ticket-Inhaber aktiv und „sucht“ sich Mitfahrer. Ein solches Verfahren wurde nachweislich bereits 1991 praktiziert. Dabei handelte es sich ursprünglich um eine als Rachefeldzug gegen die Kölner Verkehrs-Betriebe (KVB) ausgelegte Mitnahmeaktion. Unter dem Titel „Fahrgäste-Mitnehmen“ wurde diese Aktion sogar mit Einträgen im Guinness-Buch der Rekorde ausgezeichnet. Der Kölner Rekordhalter hatte in der Zeit vom 1. April 1991 bis zum 31. März 2000 insgesamt 5.000 Personen, 23 Hunde und 4 Fahrräder als Gratismitnahmen registriert. Seit dem 1. April 2000 wurde auf eine zahlenmäßige Erfassung der Mitnahmen und weitere Rekordmeldungen verzichtet. Diese politisch unabhängige Aktion wird weiter erfolgreich betrieben, allerdings nicht mehr mit Rachegedanken. Stattdessen sollen Erlebnisse und Geschehnisse im Zusammenhang mit erfolgreichen – oder auch gescheiterten – Gratismitnahmen als „Mitnahme-Aktion(s)-Kunst“ interpretiert werden.
Mit der Umstellung des AboTickets auf das „Deutschland-Ticket“ / „D-Ticket“ / („49 EUR-Ticket“) zum 1. Mai 2023 fiel auch für den Rekordhalter die Mitnahmeregelung im Verkehrsverbund Rhein-Sieg (VRS) weg. Entsprechend wurde die Ausübung der „Mitnahme-Aktion(s)-Kunst“ in der KVB nach insgesamt 32 Jahren und einem Monat (1. April 1991 bis 30. April 2023) bis auf Weiteres eingestellt.